# 25 juli
25 juli är den 206:e dagen på året i den gregorianska kalendern (207:e under skottår). Det återstår 159 dagar av året.

## Återkommande bemärkelsedagar

### Nationaldagar
- Puerto Ricos nationaldag (till minne av USA:s landstigning i Guánica 1898 och antagandet av Puerto Ricos konstitution 1952)

### Helgondagar
- Aposteln Jakob (i Sverige firad som helgdag fram till 1772 med namnet Jakobsmässa)

## Namnsdagar

### I den svenska almanackan
- Nuvarande – Jakob
- Föregående i bokstavsordning
  - Jack – Namnet infördes på dagens datum 1986, men flyttades 1993 till 3 maj och utgick 2001.
  - Jakob – Namnet infördes på dagens datum 1901, då det ersatte den äldre namnformen Jakobus.
  - Jakobus – Namnet fanns, till minne av aposteln Jakob, på dagens datum sedan gammalt. 1901 utgick det och ersattes av den modernare namnformen Jakob.
  - James – Namnet infördes 1986 på 19 mars, men flyttades 1993 till dagens datum och utgick 2001.
- Föregående i kronologisk ordning
  - Före 1901 – Jakobus
  - 1901–1985 – Jakob
  - 1986–1992 – Jakob och Jack
  - 1993–2000 – Jakob och James
  - Från 2001 – Jakob
- Källor
  - Brylla, Eva (red.): Namnlängdsboken, Norstedts ordbok, Stockholm, 2000. ISBN 91-7227-204-X
  - af Klintberg, Bengt: Namnen i almanackan, Norstedts ordbok, Stockholm, 2001. ISBN 91-7227-292-9

### Finlandssvenska almanackan
- Nuvarande från 2020[1] – Jakob, Jimmy, Jim
- I föregående revideringar[a][2]
  - 1929–1994 – Jakob
  - 1995–2014 – Jakob, Jim
  - 2015–2019 – Jakob, Jim, Jimmy

## Händelser
- 306 – Konstantin den store utropas till romersk kejsare av sina trupper. Under sina 30 år vid makten (till sin död 337) genomför han en rad förändringar i det romerska riket, såsom att införa religionsfrihet, vilket leder till att man slutar förfölja de kristna och sedermera till att kristendomen i slutet av 300-talet blir rikets statsreligion, och att flytta huvudstaden till Konstantinopel vid Bosporen. Under de första 20 åren tvingas han kämpa om makten mot rivaliserande kejsarkandidater, innan han 324 står som ensam segrare i maktkampen.
- 1261 – Den nicenske generalen Alexios Strategopoulos tågar med sina trupper in i Konstantinopel, medan dess försvarare är ute på fälttåg. Därmed upplöses det latinska riket, som har upprättats av korsfarare 1204, och den nicenske kejsaren Mikael VIII Palaiologos kan några veckor senare krönas till kejsare av det återupprättade bysantinska riket.
- 1330 – Motpåven Nicolaus V avsäger sig sina anspråk på påvestolen och blir därmed avsatt. Han har utsetts till påve i Rom 1328 i protest mot att de legitima påvarna vid denna tid har sin hemvist i Avignon i Sydfrankrike. 1329 har påve Johannes XXII bannlyst honom, men denne återupptar honom i kyrkan, när han nu erkänner Johannes som den riktige påven. Nicolaus hålls sedan i furstligt fängsligt förvar i påvepalatset i Avignon till sin död 1333.
- 1526 – Den svenske kungen Gustav Vasa lägger inför ständerna fram ett förslag om att ”genom en graf förena Vänern med Hjälmaren och denna åter med Mälaren, i den händelse den å, som sammanbinder dessa senare sjöar, skulle befinnas för trång”. Man vill nämligen bygga en kanal, som förenar Östersjön med Kattegatt, så att man slipper frakta svenska varor genom Öresund, där danskarna tar upp Öresundstullen. Under Gustav Vasas livstid händer dock inget mer med dessa planer, men de förblir levande under resten av 1500-talet och en bit på vägen kommer man i början av 1600-talet, genom byggandet av Karl IX:s kanal. Under 1700-talet har man kommit så långt, att man lyckas göra leden mellan Vänern och Kattegatt farbar, men det dröjer till invigningen av Göta kanal 1832, innan man får en seglingsbar led mellan Östersjön och Kattegatt.
- 1554 – Maria I, som har blivit regerande drottning av England och Irland ett år tidigare, gifter sig med Filip I av Neapel (sedermera Filip II av Spanien). I samband med giftermålet proklameras det att alla Marias rättigheter som regerande drottning även ska tillfalla Filip och därmed räknas han officiellt som kung av England och Irland så länge äktenskapet varar. Efter Marias död 1558 har han i praktiken inte längre några rättigheter på brittiska öarna, men fortsätter att hävda dem, bland annat som ett medel för att kunna återinföra katolicismen i England. Detta är en av orsakerna till att England och Spanien kommer på kant med varandra under flera årtionden och att spanjorerna försöker kuva England genom den stora armadan 30 år senare (1588).
- 1894 – Första kinesisk-japanska kriget utbryter genom att japanska flottan angriper och besegrar den kinesiska i slaget vid Pungdo utanför Korea. Det dröjer dock en vecka, innan den officiella japanska krigsförklaringen utfärdas (1 augusti). Kriget pågår till april året därpå och leder till att Joseon (Korea), som har varit en kinesisk vasallstat sedan 1637, nu blir självständigt från Kina och istället hamnar ”inom Japans intressesfär”. Detta leder till en kort period av koreansk självständighet (under vilken Joseon utropas till kejsardöme 1897), innan Japan invaderar landet och gör det till en koloni med namnet Chosen 1910.
- 1909 – Den franske flygpionjären Louis Blériot blir den första människan, som korsar Engelska kanalen med ett flygplan. Han inleder flygningen utanför franska Calais klockan 04.41 på morgonen och landar på en äng utanför engelska Dover efter 37 minuters flygning. Därmed vinner han det pris på 1 000 pund, som dagstidningen Daily Mail har utlyst till den som blir först med att flyga över kanalen. Blériot grundar sedermera en flygplansfabrik och får stort inflytande på flygteknikens och flygindustrins utveckling i Frankrike.
- 1934 – Den österrikiske förbundskanslern Engelbert Dollfuss blir mördad av nazister genom den så kallade ”Julikuppen”, sedan han den 1 maj har infört en ny österrikisk författning, som gör landet till förbundsrepublik och honom själv till diktator. Han efterträds som förbundskansler av Kurt Schuschnigg den 29 juli och denne låter avrätta attentatsmännen genom hängning. När Österrike ansluts till Tyskland 1938 börjar attentatsmännen betraktas som nazistiska martyrer.
- 1943 – Den italienske fascistledaren och diktatorn Benito Mussolini blir avsatt som Italiens ledare genom en oblodig statskupp av Fascismens stora råd, eftersom andra världskriget går allt sämre för Italien (de allierade har landstigit på Sicilien och Italien börjar bli alltmer beroende av Tyskland) och dagen därpå blir han på kung Viktor Emanuel III:s order arresterad, följt av att det italienska fascistpartiet upplöser sig självt den 27 juli. Kungen tillsätter istället en övergångsregering under generalen Pietro Badoglios ledning, vilken i september sluter separatfred med Storbritannien. Under samma månad blir Mussolini dock fritagen av tyska trupper och insatt som statschef för den specialupprättade Salòrepubliken i norra Italien. Denna varar till 1945, då den kollapsar och Mussolini blir tillfångatagen den 27 april och avrättad den 28 – två dagar före Hitlers självmord.
- 1950 – Walter Ulbricht utses till Tysklands socialistiska enhetspartis förstesekreterare och blir därmed Östtysklands politiske ledare. Han innehar posten i över 20 år (till 1971), innan han blir avsatt, men får behålla hederstiteln ”ordförande” till sin död 1973. Den mest kända händelsen under Ulbrichts tid vid makten blir byggandet av Berlinmuren, som påbörjas den 13 augusti 1961, knappt två månader efter att Ulbricht har fällt uttalandet att ”ingen har någon som helst avsikt att bygga någon mur”.
- 1952 – Sedan den amerikanske presidenten Harry S. Truman har ratificerat Puerto Ricos nya konstitution den 3 juli antas den officiellt av öns guvernör Muñoz Marín, på årsdagen av den amerikanska invasionen av ön 1898. Ön blir därmed ett samvälde[3] med det officiella namnet Estado Libre Asociado de Puerto Rico (Associerade fristaten Puerto Rico). Eftersom ön räknas som amerikanskt territorium nämns den ofta som potentiell kandidat till att bli USA:s 51:a delstat, men då innevånarna själva har sagt nej till detta har detta inte blivit verklighet ännu (2025).
- 1956 – Det italienska passagerarfartyget S/S Andrea Doria kolliderar under natten till den 26 juli med svenska M/S Stockholm utanför Nantucket nära New York. Det italienska fartyget sjunker (på 11 timmar), varvid 51 personer ombord på henne omkommer, medan det svenska fartyget (där 5 personer omkommer) kan ta ombord resterande passagerare och besättning från Andrea Doria och ta sig in till New York för reparationer. Under namnet Athena är Stockholm i tjänst än idag (2025).
- 1957 – Ett år efter att det franska protektoratet Tunisien har blivit självständigt från moderlandet avskaffas landets monarki och republik införs,[4] då premiärministern Habib Bourguiba störtar kung Muhammed VIII al-Amin och utropar sig själv till president. Han utses officiellt 1959 och kommer att behålla makten i 30 år, till 1987, då han störtas av dåvarande premiärministern Zayn al-Abidin Ben Ali.
- 1978 – Den brittiska flickan Louise Brown föds som världens första provrörsbarn. Hennes föräldrar John och Lesley Brown har inte lyckats få barn genom vanligt oskyddat samlag och har därför genom en ny metod lyckats få hjälp med befruktningen, genom att läkare har lyckats befrukta ett av Lesleys ägg med Johns spermier utanför hennes kropp och sedan återinfört ägget i henne. Graviditeten har sedan fortlöpt som vanligt, men på grund av den nya metoden uppmärksammas förlossningen (som sker genom kejsarsnitt). Metoden kommer till Sverige några år senare och det första svenska provrörsbarnet föds i Göteborg 1982.
- 1984 – Sovjetiskan Svetlana Savitskaja blir den första kvinnan som genomför en rymdpromenad. 1982 har hon blivit den andra kvinnan i rymden (efter Valentina Teresjkova 1963) och under sin karriär som kosmonaut (fram till pensioneringen 1993) befinner hon sig sammanlagt nästan tre veckor i rymden.
- 1992 – Olympiska sommarspelen 1992 invigs i Barcelona av kung Juan Carlos.
- 2000 – Ett concordeplan havererar utanför den franska huvudstaden Paris, varvid samtliga ombord omkommer. Under utredningen av olyckan ställs samtliga concordeplan på marken, men efter över ett år av utredning och förbättringar är flygplanstypen åter redo att tas i bruk den 11 september 2001. 11 september-attackerna i USA samma dag leder dock till att den första passagerarflygningen skjuts upp till december samma år. Concordeplanen lyckas dock aldrig återhämta sig och 2003 tas flygplanstypen ur bruk för gott.

## Födda
- 1532 – Alfonso Rodriguez, spansk lekman inom jesuitorden och helgon
- 1700 – Jacob Serenius, svensk kyrkoman och teologie doktor, biskop i Strängnäs
- 1786 – Wilhelm Gabriel Lagus, finländsk professor och kansliråd
- 1823 – Albert Lindhagen, svensk stadsplanerare, jurist, riksdagsledamot och kommunalman
- 1842 – Daniel Paul Schreber, tysk jurist
- 1844 – Thomas Eakins, amerikansk målare inom realismen
- 1848 – Arthur Balfour, brittisk politiker, Storbritanniens premiärminister
- 1857 – George Pardee, amerikansk läkare och republikansk politiker, guvernör i Kalifornien
- 1858 – William C. McDonald, amerikansk demokratisk politiker, guvernör i New Mexico
- 1876
  - Elisabeth av Bayern, belgarnas drottning
  - Sidney C. Roach, amerikansk republikansk politiker
- 1884 – Martin L. Davey, amerikansk demokratisk politiker, guvernör i Ohio
- 1886 – Julius Hedvall, svensk stationskarl, byråföreståndare och politiker
- 1890 – Nanna Svartz, svensk läkare och Sveriges första kvinnliga professor
- 1894
  - Gösta Lycke, svensk skådespelare och operettsångare
  - Gavrilo Princip, serbisk nationalist och attentator, känd för att ha avlossat skotten i Sarajevo 1914
  - Walter Brennan, amerikansk skådespelare
- 1896 – Josephine Tey, brittisk författare
- 1899 – Tove Tellback, norsk skådespelare
- 1901 – Oscar Rosander, svensk filmklippare, kortfilmsregissör och statistskådespelare
- 1905 – Elias Canetti, bulgarisk-brittisk-schweizisk tyskspråkig författare, mottagare av Nobelpriset i litteratur 1981
- 1914 – Olle Nordemar, svensk filmfotograf, producent, regissör, manusförfattare och statistskådespelare
- 1915 – Joseph P. Kennedy Jr., amerikansk militär
- 1920
  - Jan Erik Lindqvist, svensk skådespelare
  - David P. Buckson, amerikansk republikansk politiker, guvernör i Delaware
- 1922 – John Bannister Goodenough, amerikansk fysiker, professor i maskinteknik och materialvetenskap, mottagare av Nobelpriset i kemi 2019
- 1923
  - Estelle Getty, amerikansk skådespelare
  - Maria Gripe, svensk författare
- 1924 – Frank Church, amerikansk demokratisk politiker, senator för Idaho
- 1929 – Somnath Chatterjee, indisk politiker
- 1932 – Bengt Göransson, svensk socialdemokratisk politiker, Sveriges utbildningsminister
- 1935 – Lars Werner, svensk politiker, partiledare för Vänsterpartiet 1975–1993
- 1937 – Colin Renfrew, brittisk arkeolog
- 1942 – Krister Kristensson, svensk fotbollsspelare, kopia av Svenska Dagbladets guldmedalj 1979
- 1947 – Aljaksandr Milinkevitj, vitrysk politiker
- 1955 – Iman Abdulmajid, amerikansk skådespelare och fotomodell
- 1956 – Frances Arnold, amerikansk kemist, mottagare av Nobelpriset i kemi 2018
- 1958
  - Niklas Strömstedt, svensk sångare och låtskrivare
  - Thurston Moore, amerikansk sångare och gitarrist i gruppen Sonic Youth
- 1961
  - Bobbie Eakes, amerikansk skådespelare
  - Katherine Kelly Lang, amerikansk skådespelare
  - Åsa Wikforss, filosof och författare, ledamot av Svenska Akademien
- 1964
  - Tony Granato, amerikansk ishockeyspelare och -tränare
  - Anne Applebaum, polsk-amerikansk journalist och författare
- 1967
  - Matt LeBlanc, amerikansk skådespelare, mest känd som Joey i TV-serien Vänner
  - Magdalena Forsberg, svensk skidåkare och skidskytt
- 1971 – Fredrik Westin, svensk musiker, text- och låtskrivare samt föreläsare
- 1973 – Daniel Davey, brittisk sångare med artistnamnet Dani Filth, frontman i gruppen Cradle of Filth
- 1975 – Haavard Ellefsen, norsk musiker med artistnamnet Mortiis
- 1978 – Louise Brown, brittisk kvinna, världens första provrörsbarn
- 1981 – Denis Nesci, italiensk politiker
- 1982 – Brad Renfro, amerikansk skådespelare
- 1985 – James Lafferty, amerikansk skådespelare
- 1987 – Michael Welch, amerikansk skådespelare

## Avlidna
- 306 – Constantius I Chlorus, romersk kejsare
- 1471 – Thomas a Kempis, tysk-nederländsk augustinkorherre och författare
- 1492 – Innocentius VIII, påve
- 1564 – Ferdinand I, kung av Böhmen och Ungern och av Kroatien, tysk-romersk kejsare
- 1736 – Jean-Baptiste Pater, fransk rokokomålare
- 1789 – Matthias von Hermansson, svensk greve och riksråd, ledamot av Svenska Akademien
- 1834 – Samuel Taylor Coleridge, brittisk författare
- 1846 – Louis Bonaparte, fransk militär, yngre bror till Napoleon I, kung av Holland
- 1862 – Reuel Williams, amerikansk demokratisk politiker, senator för Maine
- 1934 – Engelbert Dollfuss, österrikisk militär, Österrikes förbundskansler
- 1945 – Kurt Gerstein, tysk SS-officer
- 1951 – Henrik Ramsay, finländsk politiker
- 1958 – Harry Warner, amerikansk filmbolagsdirektör, grundare av filmbolaget Warner Bros.
- 1969 – Otto Dix, tysk målare
- 1978 – August Miete, tysk SS-officer, dömd krigsförbrytare
- 1980 – Vladimir Vysotskij, rysk musiker
- 1983 – Johnny Bode, svensk textförfattare och sångare
- 1984 – Big Mama Thornton, amerikansk blues- och R&B-sångare och låtskrivare
- 1986 – Vincente Minnelli, amerikansk regissör, far till Liza Minnelli
- 1987 – Malcolm Baldrige, amerikansk republikansk politiker och affärsman, USA:s handelsminister
- 1988 – Judith Barsi, amerikansk barnskådespelare
- 1991 - Lazar Kaganovitj, sovjetisk politiker
- 1997 – Ben Hogan, amerikansk golfspelare
- 2001 – Phoolan Devi, indisk politiker och brottsling, känd som ”Indiens Robin Hood”
- 2003 – Ludwig Bölkow, tysk flygplanskonstruktör och företagsledare
- 2008 – Randy Pausch, amerikansk professor i datavetenskap
- 2011 – Michael Cacoyannis, cypriotisk filmregissör
- 2012 – Ingrid Emond, svensk översättare
- 2020 – Jim Frick, svensk travtränare och kusk
- 2022
  - David Trimble, brittisk politiker, mottagare av Nobels fredspris 1998
  - Marit Paulsen, svensk politiker, EU-parlamentariker
  - Paul Sorvino, amerikansk skådespelare